# François Levaillant
François Levaillant nebo také Le Vaillant (6. srpna 1753 Paramaribo – 22. listopadu 1824 La Noue) byl francouzský cestovatel a ornitolog, průkopník vědeckého zkoumání africké přírody.
Narodil se v Surinamu, kde byl jeho otec francouzským konzulem. Když mu bylo deset let, odstěhoval s rodiči do Evropy a studoval přírodní vědy v Métách a Paříži. Roku 1780 ho zámožný nizozemský obchodník a sběratel Jacob Temminck vyslal zkoumat přírodu jižní Afriky. Levaillant se vydal z Kapského Města napřed na východ k řece Great Fish River, při další cestě zamířil na sever do Namaqualandu a pronikl až za řeku Orange. Lovil ptáky foukačkami s otrávenými šípy, jak se to naučil v dětství od indiánů, a podařilo se mu shromáždit více než dva tisíce kožek, poslal také do Evropy první exemplář žirafy. Cestoval v doprovodu ochočeného paviána, živil se masem divokých zvířat a vyzkoušel na sobě také léčebné metody afrických šamanů. Zkoumal zvyky domorodců; seznámil se s Narinou, ženou z kmene Khoikhoiů, podle níž pojmenoval trogona uzdičkového (Apaloderma narina). Při pojmenovávání nově objevených druhů nedodržoval zásady binomické nomenklatury, ujalo se například francouzské označení bateleur pro orlíka kejklíře.
Po návratu vydal o svých cestách knihu, kterou bohatě ilustroval Jacques Barraband, byl také jmenován korespondentem Ruské akademie věd. Za Velké francouzské revoluce byl vězněn, po propuštění se odebral na své venkovské sídlo, kde dožil o samotě a v bídě. Měl deset dětí, jeho vzdáleným příbuzným byl básník Charles Baudelaire.
Jsou podle něj pojmenovány druhy vousák Levaillantův, kukačka pruhoprsá (Clamator levaillantii) a žluna zelená africká (Picus vaillantii), také papoušek kapský byl ve starší literatuře uváděn jako papoušek Levaillantův.